# Communauté de communes du Haut-Languedoc
Die Communauté de communes du Haut-Languedoc ist ein französischer Gemeindeverband mit der Rechtsform einer Communauté de communes in den Départements Tarn und Hérault in der Region Okzitanien. Sie wurde am 8. August 2016 gegründet und umfasst 20 Gemeinden (Stand: 1. Januar 2019). Der Verwaltungssitz befindet sich in der Gemeinde Lacaune. Eine Besonderheit ist die Département-übergreifende Struktur der Gemeinden.

## Historische Entwicklung
Der Gemeindeverband entstand mit Wirkung vom 1. Januar 2017 durch die Fusion der Vorgängerorganisationen
- Communauté de communes des Monts de Lacaune und
- Communauté de communes de la Montagne du Haut Languedoc.

Am 1. Januar 2019 verließ die Gemeinde Saint-Salvi-de-Carcavès die Communauté de communes Sidobre Vals et Plateaux und schloss sich diesem Gemeindeverband an.
Mit dem Dekret der Präfekten vom 11. Oktober 2024 änderte der Gemeindeverband seinen bisherigen Namen Communauté de communes des Monts de Lacaune et de la Montagne du Haut Languedoc zum aktuellen Namen um.

## Mitgliedsgemeinden
| Gemeinde                                 | Einwohner 1. Januar 2022 | Fläche km² | Dichte Einw./km² | Code INSEE | Postleitzahl | Département |
| ---------------------------------------- | ------------------------ | ---------- | ---------------- | ---------- | ------------ | ----------- |
| Anglès                                   | 517                      | 85,62      | 6                | 81014      | 81260        | Tarn        |
| Barre                                    | 206                      | 15,07      | 14               | 81023      | 81320        | Tarn        |
| Berlats                                  | 113                      | 10,45      | 11               | 81028      | 81260        | Tarn        |
| Cambon-et-Salvergues                     | 51                       | 50,39      | 1                | 34046      | 34330        | Hérault     |
| Castanet-le-Haut                         | 224                      | 27,55      | 8                | 34055      | 34610        | Hérault     |
| Escroux                                  | 40                       | 10,24      | 4                | 81085      | 81530        | Tarn        |
| Espérausses                              | 155                      | 12,20      | 13               | 81086      | 81260        | Tarn        |
| Fraisse-sur-Agout                        | 337                      | 58,46      | 6                | 34107      | 34330        | Hérault     |
| Gijounet                                 | 122                      | 15,13      | 8                | 81103      | 81530        | Tarn        |
| La Salvetat-sur-Agout                    | 1.115                    | 87,55      | 13               | 34293      | 34330        | Hérault     |
| Lacaune                                  | 2.469                    | 91,36      | 27               | 81124      | 81230        | Tarn        |
| Lamontélarié                             | 55                       | 21,58      | 3                | 81134      | 81260        | Tarn        |
| Le Soulié                                | 133                      | 40,44      | 3                | 34305      | 34330        | Hérault     |
| Moulin-Mage                              | 304                      | 15,06      | 20               | 81188      | 81320        | Tarn        |
| Murat-sur-Vèbre                          | 851                      | 93,87      | 9                | 81192      | 81320        | Tarn        |
| Nages                                    | 345                      | 47,11      | 7                | 81193      | 81320        | Tarn        |
| Rosis                                    | 271                      | 52,91      | 5                | 34235      | 34610        | Hérault     |
| Saint-Salvi-de-Carcavès                  | 78                       | 10,96      | 7                | 81268      | 81530        | Tarn        |
| Senaux                                   | 37                       | 4,73       | 8                | 81282      | 81530        | Tarn        |
| Viane                                    | 531                      | 38,37      | 14               | 81314      | 81530        | Tarn        |
| Communauté de communes du Haut-Languedoc | 7.954                    | 789,05     | 10               | –          | –            | –           |